# U nas każdy jest prorokiem. O Tatarach w Polsce
U nas każdy jest prorokiem. O Tatarach w Polsce – zbiór reportaży autorstwa Bartosza Panka, poświęcony społeczności tatarskiej w Polsce. Książka prezentuje rys historyczny obecności Tatarów na ziemiach polskich, sylwetki zasłużonych i wpływowych przedstawicieli ich środowiska, a także wzmiankuje historyczne wydarzenia, takie jak np. zbiórka funduszy na budowę meczetu w Warszawie, powstanie warszawskie czy założenie Politechniki Łódzkiej. W treść publikacji wplecione zostały wspomnienia potomków polskich Tatarów, relacje świadków przedstawianych zdarzeń, a także fiszki pana Staszka, unikatowe notatki Stanisława Kryczyńskiego.
Książka została wydana nakładem Wydawnictwa Czarne, w serii Sulina, prezentującej publikacje historyczne oraz antropologiczne.

## Spis rzeczy
- Testament Jakuba, historia imama Jakuba Szynkiewicza, opisująca m.in. jego wkład w zbiórkę funduszy na budowę stołecznego meczetu, kolaborację z III Rzeszą, udział w ratowaniu Karaimów podczas II wojny światowej i okoliczności wyjazdu z Polski;
- Pan Turek, życiorys Jana Jakuba Szegidewicza, brata Adama, z uwzględnieniem potwierdzonych faktów, jak i informacji uważanych za konfabulację bohatera, uzupełniony wspomnieniami jego rodziny i przyjaciół;
- Schyłek, dwuczęściowy reportaż poświęcony rodzinie Aleksandra Achmatowicza, przedwojennego senatora i ministra sprawiedliwości; oraz jego synowi, Osmanowi, rektorowi Politechniki Łódzkiej, prezentujący jego wkład w rozwój polskiej nauki;
- Męstwo pani porusznik, historia gdynianki Dżennet Skibiniewskiej, działaczki Przysposobienia Wojskowego Kobiet, biorącej udział w kampanii wrześniowej, odznaczonej orderem Polonia Restituta, uzupełniona jej korespondencją z dziennikarzem Maciejem Musą Konopackim;
- Kronika niepokoju, biografia Stanisława Kryczyńskiego, przedstawiająca również losy jego stryjów: Leona i Olgierda;
- Ziemia nieobiecana, historia społeczności tatarskiej po II wojnie światowej, w okresie repatriacji, z uwzględnieniem ich relacji ze społecznością polską;
- Rozpad, reportaż poświęcony problemom współczesnego środowiska tatarskiego w Polsce, uzupełniony wypowiedziami m.in. muftiego Muzułmańskiego Związku Religijnego w RP, Tomasza Miśkiewicza oraz działaczy społeczności tatarskiej.